# Hana Mandlíková
Hana Mandlíková (født 19. februar 1962 i Prag, Tjekkoslovakiet) var en professionel kvindelig tennisspiller fra Tjekkiet.